# Ernst Stengelin
Ernst Stengelin (10 août 1911 - 14 octobre 1943) était un SS-Unterscharführer (caporal) allemand qui a servi dans les camps d'extermination de Treblinka et Sobibór et a été tué lors du soulèvement de Sobibór. On ne sait rien de sa vie personnelle.
Stengelin a servi dans le centre de mise à mort du château de Grafeneck à Münsingen et au centre d'euthanasie Hadamar, avant d'être réaffecté au camp d'extermination Aktion Reinhard de Treblinka. Puis il est venu à Sobibór peu avant le soulèvement du camp. Il a été employé dans le camp et a été tué par les détenus du camp pendant le soulèvement. Franz Suchomel rapporté comme le seul témoin de sa mort.